# Touch Me I’m Sick
Touch Me I’m Sick (с англ. — «Дотронься до меня, я болен») — песня американской гранж-группы Mudhoney, записанная в марте 1988 года в звукозаписывающей студии Reciprocal Recording в Сиэтле (штат Вашингтон), с продюсером Джеком Эндино. «Touch Me I’m Sick» также была выпущена в качестве первого сингла группы, который вышел на независимом лейбле Sub Pop 1 августа 1988 года. Слова песни, в которых присутствует чёрный юмор, пронизаны сарказмом в отношении к болезням и сексу.
Практически сразу после выхода, песня стала хитом в кругу инди, и всё ещё остаётся одной из самых известных песен группы. С помощью тяжёлого дисторшна, раздражённого вокала, грубого баса и быстрой игры на ударных, группа достигла «грязного» звука, и не только оказала большое влияние на многих местных музыкантов, но и помогла развить гранж-течение в Сиэтле. Согласно Allmusic, «грубость и первобытная энергия мгновенно сделала песню гимном и классикой [гранжа], какой она и остаётся по сей день».

## История и запись песни
По словам вокалиста группы Марка Арма, «Touch Me I’m Sick» появилась в результате его разговора с владельцем Sub Pop Брюсом Певиттом, который сказал: «“Вы поёте о собаках. О том, каково быть больным. У вас есть фишка, которая поднимет вас до высот”. Он дал нам пять аккордов, но сказал, чтобы мы не использовали больше трёх в одной песне». Также Арм сказал, что фраза «Touch Me I’m Sick» являлась основной и при написании песни группа отталкивалась именно от неё.
Mudhoney записали песню в студии Reciprocal Recording в Сиэтле, спустя три месяца после образования группы. Продюсер Джек Эндино был удивлён тем, насколько шумными были репетиции группы и как сильно группа хотела, чтобы их гитары звучали грязно; он сказал, что «большую часть времени я просто стоял позади и разрешал им всё это». Гитарист Стив Тёрнер сказал, что для записи сингла группа выбрала свои две самые «гранжевые» песни. Сначала песня «Sweet Young Thing Ain’t Sweet No More» должна была быть на стороне «А», а «Touch Me I’m Sick» на стороне «Б». Но, по словам ударника Дэна Питерса, «всё перевернулось с ног на голову».

## Музыка и слова
«Touch Me I’m Sick» — это типичная гараж-панк композиция с простым повторяющимся риффом, сыгранным с высоким темпом. Всё это сопровождают грубоватый бас и очень быстрая игра на ударных. Грязный звук песни был достигнут благодаря педали Big Muff и второй гитары, усиливающей эффект дисторшна. Музыкант Брайн Барр описывал этот звук «равносильным звуку скрежета расчёски о бумагу».
В песне критики отмечали влияние группы The Stooges, что было типично для ранних работ Mudhoney. Тёрнер говорил о песне следующее: «Это песня The Yardbirds „Happenings Ten Years Time Ago“, записанная в стиле песни The Stooges „I’m Sick of You“». Также песню часто сравнивают с хардкор-панк композициями группы Black Flag. Кларк Хамфри, в своей книге Loser: The Real Seattle Music Story, обвиняет группу в плагиате, утверждая, что «Touch Me I’m Sick» является копией песни «The Witch» группы The Sonics. В одном из интервью, участники Mudhoney заявили, что он не прав, а также подвергли сомнению знания Хамфри о музыке.
Согласно критику Стиву Хью, слова Арма разглагольствуют о «болезни, ненависти к себе, страхе, и грязном сексе». В эссе под названием  'Touch Me I’m Sick': Contagion as Critique in Punk and Performance Art, Кэтрин Дж. Кресвелл предполагает, что некоторые слова относятся к СПИДу. Согласно Кресвелл, «в словах 'Well, I’m diseased and I don’t mind' (рус. Я болен, но мне всё равно) и заключительном рефрене 'Fuck me, I’m sick!' (рус. Трахни меня, я болен!), герой песни заявляет о себе как об инфицированным, 'переносчиком СПИДа', 'загрязняющим' человеком».

## Список композиций
Обе песни написаны Марком Армом, Стивом Тёрнером, Дэном Питерсом и Мэттом Лукином.
1. «Touch Me I’m Sick» — 2:23
2. «Sweet Young Thing Ain’t Sweet No More» — 3:35